# Coraliculture

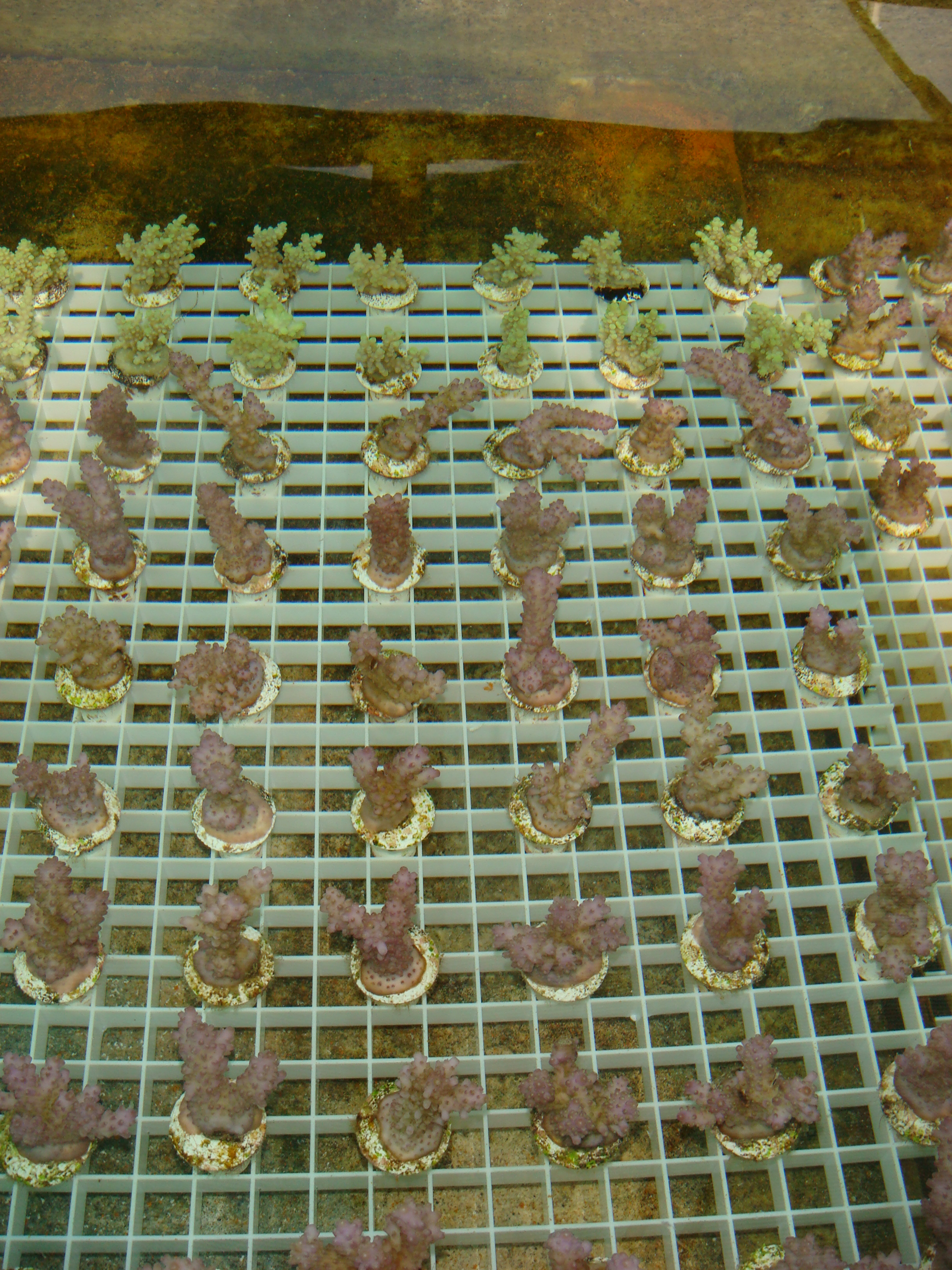
Multiplication par bouturage de pieds de coraux.

La coraliculture, appelée aussi aquaculture du corail, élevage du corail ou jardinage de corail, est la culture de coraux à des fins commerciales ou dans le but de restaurer des récifs coralliens par réimplantation dans le milieu naturel.

## Histoire
La première culture de coraux commence probablement à l'aquarium des lagons de Nouméa en 1956.

## Méthodes de culture
Deux techniques aquacoles sont utilisées : la mariculture (élevage en masse de nombreux pieds dans un lagon) et la culture hors-sol (dans des cuves en circuit fermé).